# ويليام لي غولدن
ويليام لي غولدن (بالإنجليزية: William Lee Golden)‏ هو كاتب أغاني وموسيقي أمريكي، ولد في 12 يناير 1939 في بريوتون في الولايات المتحدة.

## وصلات خارجية
- الموقع الرسمي
- ويليام لي غولدن على موقع ميوزك برينز (الإنجليزية)